# Megachile carinifrons
Megachile carinifrons är en biart som beskrevs av Johann Dietrich Alfken 1926. Megachile carinifrons ingår i släktet tapetserarbin, och familjen buksamlarbin. Inga underarter finns listade i Catalogue of Life.